# Pawłowiczki (gmina)
Pawłowiczki est une gmina rurale du powiat de Kędzierzyn-Koźle, Opole, dans le sud-ouest de la Pologne. Son siège est le village de Pawłowiczki, qui se situe environ 16 km au sud-ouest de Kędzierzyn-Koźle et 47 km au sud de la capitale régionale Opole.
La gmina couvre une superficie de 153,58 km2 pour une population de 8 413 habitants.

## Géographie
La gmina inclut les villages de Borzysławice, Chrósty, Dobieszów, Dobrosławice, Gościęcin, Grodzisko, Grudynia Mała, Grudynia Wielka, Jakubowice, Karchów, Kózki, Ligota Wielka, Maciowakrze, Mierzęcin, Milice, Naczęsławice, Ostrożnica, Pawłowiczki, Przedborowice, Radoszowy, Trawniki, Ucieszków et Urbanowice.
La gmina borde les gminy de Baborów, Głogówek et Głubczyce.